# Careless Memories
Careless Memories è il secondo singolo dei Duran Duran estratto nel 1981 dall'omonimo album di debutto della band inglese, pubblicato anch'esso nello stesso anno.

## Tracce

### Lato A
- Careless Memories - 3:53

### Lato B
- Khanada - 3:17

## Tour promozionale
Per promuovere il singolo, il gruppo intraprese il Careless Memories Tour durante il 1981.